# О’Брайен, Пэт (гитарист)
Патри́к О’Брайе́н (англ. Patrick O'Brien); 17 мая 1965 года, Ковингтон, Кентукки, США), более известный как Пэт О’Брайе́н (Pat O’Brien) — американский гитарист, наиболее известный своим участием в брутал-дэт-метал-группе Cannibal Corpse с 1997 года вплоть до своего ареста в 2018 году.

## Биография

### Ранние годы
Пэт О’Брайен родился 17 мая 1965 года в городе Ковингтон, штат Кентукки. Отец был военным и работягой, мать — Нэнси, имеет ирландские, немецкие и русские корни. Имеет два младших брата, один из которых страдает аутизмом, один из его братьев, Дэнни, также является музыкантом. Отец Патрика очень часто употреблял алкоголь, когда Пэт был маленьким, что доставляло немало трудностей ему, но когда тому исполнилось 15 лет прекратил. Школу не любил, часто употреблял марихуану во время обучения. Играл в бейсбол в Детской Лиге несмотря на то, что ему это абсолютно не нравилось, после того как закончил сезон бросил. С детства интересуется и увлекается стрельбой.
The Beatles стали его первым шагом в музыку, одним из первых альбомов, что ему понравился был «Flampton Comes Alive!» Питера Флэмптона. После проникся некоторыми роковыми группами вроде Pink Floyd, Queen, Aerosmith. Примерно в 12-13 лет наткнулся на Black Sabbath «Paranoid» — это и стало его первым опытом с метал-музыкой.
Со своей тётей он пошёл на концерт Cheap Trick, который и стал его первым концертом. Вскоре после этого мама купила Пэту акустическую гитару, после чего он стал брать уроки игры.
Позже один приятель Патрика познакомил его с Judas Priest. После этого, Пэт открывает для себя Iron Maiden и Accept, альбом «Restless and Wild» он считает одним из величайших в хеви-метале.
В 15 лет начал самостоятельно ходить на концерты. Окончив среднюю школу работал преподавателем игры на гитаре. Первой его электрогитарой становится дешёвая копия Gibson SG. Позже Пэту отец покупает Flying V, на которой он играет до сих пор.

### Первые группы: Savatage, Chastain, Deus Vult, Prizoner, Lethal, Ceremony (1982—1994)
Самой первой группой Пэта в 17 лет стала Savatage — основал он её со школьными друзьями, однажды им даже удалось поиграть на разогреве у Girlschool. Группа записала несколько каверов и пару своих песен, но коллектив быстро распадается. В 1986 году ненадолго становится гитаристом для Chastain, это стала его первой крупной группой, но он быстро покидает и её. В 1989 году он присоединяется к Deus Vult, но и вновь на очень непродолжительный срок.
Четвёртой группой для О’Брайена становится Prizoner, где он значительно улучшает свой навык игры на гитаре. Патрик покинул группу, так как преследовал собственные цели.
После этого он знакомится с участниками Ceremony, которые отвели Пэта впервые в студию звукозаписи, в это время он жил в Цинциннати. В то время он также дружил с группой Lethal, для которой однажды стал сессионным гитаристом. Lethal предлагали Пэту стать их постоянным гитаристом, но тот был более заинтересован в игре в Ceremony, первая запись у них произошла только в 1991 году. Ceremony с Пэтом записали одно демо «Demo #2», EP «The Days Before the Death» и распались.

### Nevermore (1994—1996)
После Ceremony Пэт спрашивал у Боривоя Кргин, основателя Blabbermouth, про группы, которым нужен гитарист. Кргин дал О’Браену адрес Nevermore, после чего гитарист отсылает группе кассету. В это же время Патрик также отсылает кассету и Оззи Осборну, который тоже искал гитариста, на что получил отказ, зато Джефф Лумис пригласил в Nevermore О’Браена.
В девяностых младший брат Пэта, Дэнни, и вокалист Даррелл приглашал того в их кавер-группу Iron Pigs и предлагали сделать её официальной, но Патрик решил всё-таки присоединиться к Nevermore.
Когда его пригласили в Nevermore, Пэт полетел в Сиэтл, штат Вашингтон. Там ему было тяжеловато жить, так как там был совсем иной контингент и гораздо более низкий процент преступности. В группе Патрик был странным парнем, который был не прочь выпить, да и играть тому хотелось более тяжёлую музыку, чем играли в Nevermore. Группа отпустили О’Брайена, выдав ему всего лишь пятьсот долларов за тур, что немного обидело музыканта, так как он даже не получал денег с альбомов, на которых играл, ведь он не подписал контракт с ними, отчего Пэт и покинул группу. В итоге Патрик принял участие в качестве гитариста в мини- «In Memory», который был издан 28 мая 1996 года, и в полноформатном альбомах «The Politics of Ecstasy», который вышел 23 июля 1996 года. Оба альбома вышли на лейбле Century Media Records.

### Monstrosity (1996—1997)
После ухода из Nevermore Пэт переехал в Лос-Анджелес, штат Калифорния на год и стал известен в узких кругах как «Пэт из Сиэтла». Музыкант часто бывал на пляже, брался за любую необычную работу, которую ему предлагали и жил одним днём. У Патрика не было никакой цели и ему казалось, что после Nevermore с ним покончено. Он находился в эмоциональном выгорании: у того него не было сил на создание новой группы, Пэт даже забрасывал гитару. В одно время работал маляром.
Через несколько месяцев друг Патрика познакомил его с Monstrosity. Группе требовался сессионный гитарист для тура, для чего Пэт поехал во Флориду чтобы отыграть с ними концерты. Это дало Пэту веру в то, что жизнь не так уж и плоха, как он думал ранее. О’Браену нравилось играть в Monstrosity, но из-за того, что они были очень нестабильны как группа, а финансы не позволяли Патрику переехать во Флориду, он не смог присоединиться к группе на постоянной основе.

### Cannibal Corpse, тур с Slayer (1997—2018)
После того, как Роб Барретт покинул группу в 1997 году, Cannibal Corpse требовался новый гитарист. Пэт пошёл к группе, разучил пару песен и сыграл вместе с ними, но при этом они не давали однозначного ответа, останется ли О’Браен в составе на постоянной основе или нет. Гитарист продолжал играть с Cannibal Corpse ещё некоторое время, не зная, остаётся ли он, участники говорили, что были не уверены, но позже участники Cannibal Corpse сказали что Патрик остаётся в группе.
В 1997, после Лос-Анджелеса, Пэт год жил с Джорджем «Corpsegrinder» Фишером в Темпл-Террасе, округе Хилсборо в Тампе, так как вокалисту нужен был сосед по квартире, и с Джеком Оуэном, вторым гитаристом Cannibal Corpse на то время, к которому Патрик после Джорджа переехал.
В то время Cannibal Corpse уже сочинили практически весь материал для альбома Gallery of Suicide, кроме пары песен, которые дорабатывались, когда О’Брайен присоединился к группе. Музыкант добавил и свои идеи в альбом, например, написал музыку для Stabbed in the Throat, остальная группа придумала лишь название. Альбом был его первой работой в составе Cannibal Corpse, но несмотря на это Пэт О’Брайен сразу включился в работу и совместно с Алексом Уэбстером принимал участие в сочинении песен, как, «Blood Drenched Execution», заглавным треком «Gallery of Suicide» и инструменталом «From Skin To Liquid». Альбом был издан 21 апреля 1998 года. Пэту очень нравилось в группе и он был рад, что наконец пишет очень тяжёлую музыку.
В 1999 году Пэт О’Брайен записывает с группой альбом Bloodthirst, релиз этого альбома состоялся 19 октября 1999 года. В этом альбоме Пэт О’Брайен проявил ещё большую художественную независимость, написав уже четыре песни — «Dead Human Collection», «Ecstacy in Decay», «Hacksaw Decapitation» и «The Spine Splitter».
На материале выпущенных альбомов 16 февраля 2000 года в Милуоки, Висконсин, было записано видео и лайф-альбом Live Cannibalism — компиляция из песен с двух концертов, в ходе прошедшего тура Death Metal Massacre. Релиз был выпущен 26 сентября 2000 года как на CD, так и на DVD..
В начале 2001 года Cannibal Corpse записывает свой восьмой студийный альбом, который назывался Gore Obsessed, релиз которого состоялся 26 февраля 2002 года. В этом альбоме Пэт О’Брайен снова проявил свой творческий потенциал в области сочинения мелодий и владения гитарой. Пэту О’Брайену принадлежит авторство композиций «Hatchet to the Head», «Drowning in Viscera» и «Sanded Faceless».
1 июля 2003 года выходит второй (первый с Пэтом) мини-альбом Worm Infested. Практически весь EP состоит из каверов на другие группы: Accept, Metallica, Possessed и кавер на авторскую песню Cannibal Corpse «The Undead Will Feast». Несмотря на это, Пэт вместе с Полом сочинили «Systematic Elimination».
Через год Cannibal Corpse выпустили в свет девятый студийный альбом, The Wretched Spawn, релиз которого состоялся 24 февраля 2004 года. Почти четвёртая часть всей музыки, представленной в альбоме, была создана Пэт О’Брайеном, за исключением трека «Severed Head Stoning», где Пэт сочинял мелодию вместе с басистом Алексом Вебстером. Песни, для которых Пэт О’Брайеном написал музыку — это «Blunt Force Castration», «Psychotic Precision», «Frantic Disembowelment». Вместе с альбомом вышел в ограниченном тираже DVD о создании альбома — The Making of the Wretched Spawn.
21 марта 2006 года вышел следующий, десятый студийный альбом Cannibal Corpse под названием Kill. В этом альбоме можно услышать наиболее сложный материал, созданный Пэтом О’Брайеном, включающий композиции «Make Them Suffer», «Purification By Fire», «Brain Removal Device» и инструментал «Infinite Misery».

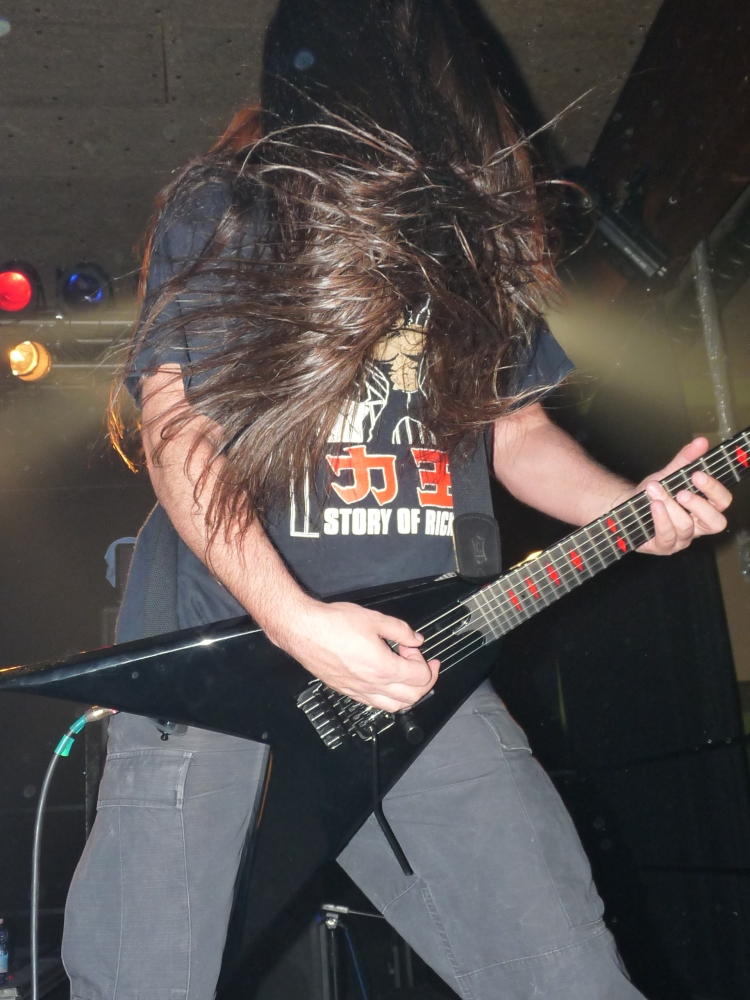
Пэт О’Брайен на концерте в Инсбруке, Австрия, 09.02.2009.

Желая сохранить творческую независимость на этот раз, Пэт О’Брайен сочинял сам название этих четыре песен. Релиз следующего альбома Cannibal Corpse под названием Evisceration plague состоялся 3 февраля 2009 году. В этом альбоме Пэт О’Брайен сочинил две песни «To Decompose», «Carnivorous Swarm» и записал большинство гитарных ритм и соло-партий. В бонус к альбому вышел DVD диск под названием «The Making of Evisceration Plague».
В 2011, пока Cannibal Corpse записывали Torture, Брайан Слэйджел, основатель Metal Blade Records, спросил, не заинтересован ли Пэт в помощи Slayer. Гитарист согласился и попросил Слэйджела перезвонить О’Браену, чего он не сделал, отчего Патрик подумал, что они нашли кого-то другого, но ему позвонил менеджер Slayer и сказал, чтоб Пэт был в Мадриде через три дня. Группа выдала список песен, которые должен был выучить музыкант, но он оказался неверным, отчего гитарист выучил пару лишних песен. Через три дня подготовок Пэт О’Брайен полетел в Мадрид, где его встретили и отвезли в гостиницу, через час был уже этот концерт. Изначально О’Брайен не получал удовольствия от шоу, а полностью сосредотачивался на игре на гитаре, но к концу пребывания в Slayer он гордился собой и ему нравилось играть с группой.
Следующим альбомом стал Torture, вышедший 13 марта 2012 года. В нём Пэт как и всегда сочинил музыку для песен «Demented Aggression», «As Deep as the Knife Will Go», «Followed Home Then Killed», «Torn Through» совместно с Полом Мазуркевичем. На YouTube-каналах Metal Blade Records и Cannibal Corpse вышло три видео посвящённые записи альбома: запись барабанов и гитарный строй, гитарные соло и вокал, запись гитар и баса. На канале Metal Blade видео вышли 12 января, 31 января и 2 февраля 2012 года, на канале Cannibal Corpse 16 января, 27 февраля и 13 февраля 2012 года.
16 сентября 2014 года вышел A Skeletal Domain. В этом альбоме Пэт записал музыку для «High Velocity Impact Spatter», «Sadistic Embodiment», «A Skeletal Domain», «Funeral Cremation» и «Hollowed Bodies».
Последним для Патрика в составе Cannibal Corpse стал альбом «Red Before Black», вышедший 3 ноября 2017 года. В этом альбоме гитарист написал музыку для «Red Before Black», «Shedding My Human Skin»,"Remaimed" и «Heads Shoveled Off». Все альбомы были выпущены Metal Blade Records.

### Арест и уход из Cannibal Corpse (2018—2021)
10 декабря 2018 года О’Брайен был арестован в Тампе за кражу со взломом дома в 4700 квартале Виндфлауэр-Серкл недалеко от поля для гольфа Northdale Golf and Country и за нападение на помощника шерифа. Согласно сообщениям, около 6:57 вечера он проник в дом без разрешения двух неизвестных жильцов. После того, как один из жильцов сказал ему уйти, О’Брайен толкнул женщину на землю, вышел из дома и спрятался на заднем дворе до прибытия полиции. Один из помощников шерифа отдавал ему приказы; вместо того чтобы подчиниться, О’Брайен бросился на помощника шерифа с ножом. Затем помощник шерифа несколько раз ударил его электрошоком, после чего взял под стражу. Он был арестован в офисе шерифа округа Хиллсборо по обвинению в краже со взломом, нанесении побоев и нападении при отягчающих обстоятельствах на сотрудника правоохранительных органов и содержался под стражей без залога. Ограбленный дом находится в том же районе поля для гольфа, где примерно в то же время вспыхнул пожар в доме 16311 Norwood DR., который снимал О’Брайен. Не сразу стало ясно, связан ли пожар с его арестом.
Утром 11 декабря, когда О’Брайен явился в суд, он был одет в антисуицидальный жилет, а его запястья и лодыжки были скованы цепью. Его залог был установлен в размере 50 000 долларов, и судья сказал, что ему нужно будет пройти тест на наркотики, чтобы узнать, можно ли его освободить из тюрьмы. О’Брайену грозит до 30 лет тюрьмы только по обвинению в нападении при отягчающих обстоятельствах на сотрудника правоохранительных органов со смертельным оружием. За кражу со взломом полагался штраф до 10 000 долларов и максимум пожизненное заключение.
В доме О’Брайена были найдены огнемёты, большое количество оружия и боеприпасов, которые загорелись и взорвались. Один из соседей сказал, что он выглядел «совсем как обычный сосед. Выходил из машины, и шёл прямо в дом. Вот и всё.» Другой сосед был напуган случившимся, но был благодарен, что пожарная команда приехала вовремя, чтобы потушить пламя, прежде чем оно распространилось на другие дома.
Краудфандинговая кампания для О’Брайена была начата женой барабанщика Пола Мазуркевича Дианой. Она заявила, что у него «нет страховки, и он потерял всё, чем владеет». Эти средства помогут ему снова встать на ноги с необходимыми предметами первой необходимости, такими как одежда, крыша над головой и другими необходимыми предметами повседневной жизни."
О’Брайен был освобожден из тюрьмы 14 декабря после объявления залога. На следующий день после того, как пожар утих, пожарные обнаружили у О’Брайена огромное количество оружия, запертых сейфов и потенциальных взрывных устройств. Список найденного оружия включал 50 дробовиков, 10 полуавтоматических винтовок (включая пару вариантов АК-47), два пистолета-пулемёта типа УЗИ и 20 пистолетов. Среди других найденных материалов были несколько запертых сейфов, два огнемета, тысячи патронов, которые хранились в ящиках, несколько других видов оружия с их частями и три черепа. Одним из видов оружия, в частности, был обрез (примерно на дюйм ниже приклада), который был запрещен к владению. В ордере на обыск, который был выдан, не говорилось, что у О’Брайена были соответствующие документы для его тайника.
Cannibal Corpse выразили свое почтение О’Брайену, но не стали обнародовать никакой дополнительной информации относительно инцидента, но заявили, что он «получает необходимую ему помощь и ценит любовь и поддержку поклонников Cannibal Corpse по всему миру». Затем они сказали, что О’Брайен с нетерпением ждет будущего возвращения в группу и что их гастроли и концерты продолжатся в соответствии с планом.
Вокалист Cannibal Corpse Джордж «Corpsegrinder» Фишер высказался и сказал, что он был потрясён, услышав об аресте О’Брайена, и что поклонники выразили ему свою поддержку. Он также сказал, что сломался, увидев его в суде в анти-самоубийственном жилете, и что группа также выразила ему свою поддержку.
18 марта 2021 года он вновь предстал перед судом. Согласно приговору суда, ему назначено 5 лет условного заключения, а также возмещение убытков в размере более 20 тысяч долларов, а также ему полагалось 150 часов общественных работ, так как гитарист полностью признал вину, и до суда дошли только два обвинения — нападение на сотрудника полиции и вторжение в частную собственность. А также ему сроком на 5 лет запрещено употреблять алкоголь и наркотики, так как в противном случае приговор может быть пересмотрен, что даже ему может грозить пожизненное лишение свободы.

### После ареста: Exhorder (2022—н.в.)
29 мая 2022 года Пэт выступил в составе группы Exhorder. Он и сейчас выступает с группой в качестве сессионного гитариста, но было неизвестно, останется ли О’Браен в качестве постоянного музыканта. Было известно, что он записал соло для предстоящего альбома Exhorder.
Пэт принял участие в песне Year Of The Goat, вышедшей 12 января 2024 года, которая вошла в альбом Defectum Omnium, который вышел 8 марта 2024 года.
19 января 2024 года Exhorder сделали официальное заявление по поводу пребывания Пэта в группе, опубликовав пост:
Нам задают много вопросов о том, является ли Пэт О’Брайен постоянным участником Exhorder и будет ли он выступать с нами, когда мы будем играть в Латинской Америке в декабре/феврале. Хорошая новость в том, что Пэт — наш парень. Он хочет быть в этой группе и двигаться вперед, и мы хотим, чтобы он был с нами до тех пор, пока он этого хочет. К сожалению, он все еще разбирается со своими ограничениями на поездки и в настоящее время ограничивается выступлениями в Соединенных Штатах.
Также в посте были добавлены слова самого Патрика по поводу начала его сольной карьеры:
Я в Exhorder и буду вносить свой вклад в продвижение вперед. Я также буду в туре с группой, когда мне позволят. В какой-то момент я также займусь сольным проектом, но твердых планов на этот счет пока нет.
Пэт появился в клипе на песню Forever and Beyond Despair, вышедшей 9 февраля 2024 года, которая также вошла в альбом Defectum Omnium.
8 марта 2024 года вышел четвёртый студийный альбом Exhorder Defectum Omnium, в котором появился Пэт после его пятилетнего перерыва от групп, альбом вышел на Nuclear Blast Records. Также, 8 марта вышел клип на песню Wrath of Prophecies, который вошел в этот альбом и в котором появился Патрик.

## Личная жизнь
Пэт является очень скрытным и приватным в отношении информации о личной жизни. Его нет в социальных сетях и он редко даёт интервью. Также, он не любит фотографироваться.
Тем не менее известно, что Патрик большой поклонник стрельбы с оружия и охоты. До инцидента у того было огромное количество огнестрельного оружия, магазинов и прочего оборудования; на это всё он имел разрешения (не считая обреза). О’Брайен нередко стрелял с Робом Барреттом, ранее стрелял ещё с Алексом Уэбстером, но после инцидента в 2004, который был показан The Making of the Wretched Spawn, Алекс больше не стреляет с оружия.
Ещё в свободное время Пэт любит качать свои мышцы, в особенности руки.
Пэт, со слов многих является интровертом, который хорошо заводит отношения, себя же называет перфекционистом и очень злится, когда играет на гитаре недостаточно хорошо. Кроме того, Патрик настолько любит свою гитару, что спит с ней.
В 90-х очень часто пил, но по приходе в Cannibal Corpse почти перестал, и на концертах никогда не употреблял алкоголь.
В Global Evisceration косвенно упоминал, что примерно до 2009—2010 жил либо в съёмном доме, либо у родителей. Также Пэт в этом же фильме говорил, что его тётя глубоко верующая христианка, любящая кресты с Иисусом Христом.
В Global Evisceration Cannibal Corpse рассказали историю, про фаната, который по ошибке назвал Пэта Риком. Во время пьянок гитарист любит называть себя Игги-Рикки.
Примерно в 2010-х встречался с Робин Мазен, создателем и продавцом товаров, связанных с группой. На данный момент не женат и детей не имеет.
Младший брат Пэта, Дэнни, также является музыкантом (басистом и вокалистом). Он играл в Deus Vult, Durty Deal и Iron Pigs. В девяностые он с вокалистом Iron Pigs Даррелом предлагали Патрику присоединиться к ним, но он присоединился к Nevermore.
Признан одним из самых одарённых гитаристов в истории дэт-метала.

## Участвовал в группах

### Как участник
- Savatage (гитара, 1982)
- Deus Vult (гитара, 1989)
- Prizoner (гитара, 1990)
- Ceremony (гитара, 1991—1993)
- Nevermore (гитара, 1994—1996)
- Cannibal Corpse (гитара, сочинение музыки, 1997—2018)
- Exhorder (гитара, 2024—н.в.)

### Сессионный
- Chastain (сессионный гитарист, 1986)
- Lethal (Сессионный гитарист, 1991)
- Monstrosity (сессионный гитарист, 1996—1997)
- Slayer (сессионный гитарист, 2011)
- Exhorder (сессионный гитарист, 2022—2023)

### Гостевое участие
- Lethal (гостевой гитарист, 1997)
- Spawn of Possession (гостевой гитарист, 2006)
- Jeff Loomis (гостевой гитарист, 2008)
- Kataklysm (гостевой гитарист, 2008)
- Scour (гостевой гитарист, 2020)

## Дискография
Ceremony
- 1992 — Demo #2 (Demo)
- 1993 — The Days Before the Death (EP)

Nevermore
- 1996 — In Memory (EP)
- 1996 — The Politics of Ecstasy

Cannibal Corpse
- 1998 — Gallery of Suicide
- 1999 — Bloodthirst
- 2002 — Gore Obsessed
- 2003 — Worm Infested (EP)
- 2004 — The Wretched Spawn
- 2006 — Kill
- 2009 — Evisceration Plague
- 2012 — Torture
- 2014 — A Skeletal Domain
- 2017 — Red Before Black
Exhorder
- 2024 — Defectum Omnium

### Гостевое участие
Lethal
2024 - для российской death metal группы Autopsy Night в альбоме "Necrosadist", запись соло в песне "Tormentor" 
- 1997 — Your Favorite God (Demo) (Bonus)

Spawn of Possession
- 2006 — Noctambulant («Render My Prey»)

Jeff Loomis
- 2008 — Zero Order Phase («Race Against Disaster»)

Kataklysm
- 2008 — Prevail («The Last Effort (Renaissance II)»)

Scour
- 2020 — Black («Flames»)

## Инструменты
- гитары B.C.Rich Guitars, Ran Guitar (Custom Shop)
- кабинеты Mesa Rectifier, ранее — Marshall 1960
- усилители Mesa/Boogie,
- звукосниматели EMG

Так же Пэт О’Брайен играл на:
- Gibson Guitars
- Jackson Guitars